# Dennis Man
Dennis Man, né le 26 août 1998 à Vlademirescu en Roumanie, est un footballeur international roumain qui joue au poste d'attaquant au PSV Eindhoven.

## Biographie

### Carrière en club

#### Débuts à Arad (2009-2015)
Alors qu'il était dans l'équipe junior de l'Atletico Arad, Man fait plusieurs essais au club anglais de Manchester City, il rejoint ensuite l'UTA Arad. Il  fait ses débuts senior le 29 août 2015 lors d'une défaite 2-1 contre le Gaz Metan Mediaş pour le championnat de Liga II. Le 25 octobre 2015, il marque son premier but pour le club lors d'une victoire 4-0 à l'extérieur contre le Bihor Oradea.

#### FCSB (2016-2021)
Le 6 septembre 2016, il est transféré au Steaua Bucarest et signe un contrat jusqu'en 2022. Le montant du transfert s'élève à 400 000 € et sa clause libératoire s'élève jusqu'à 50M €.
Man joue son premier match avec les Roș-Albaștrii le 2 octobre 2016 contre le CS U Craiova en remplaçant Florin Tănase à la 29e minutes de jeu. Il sera ensuite remplacé à la 67e par Ovidiu Popescu (victoire 2-1).
Le 30 octobre 2016, il marque son premier but avec le FCSB contre le CSM Politehnica Iași (victoire 2-0).
Man remporte le premier trophée en carrière le 22 juillet 2020, après avoir marqué le seul but de la finale de la Coupe de Roumanie jouée contre le Sepsi OSK. Le 17 septembre, il réussit un triplé lors d'un match nul à l'extérieur du deuxième tour de qualification de la Ligue Europa avec l'équipe serbe du Bačka Topola . Le match s'est terminé 6–6 après prolongation, et Man converti le penalty gagnant lors de la phase de tirs au but. Trois jours plus tard, lors de sa centésimale apparition en Liga I, il a de nouveau réussi un triplé lors d'une victoire 3-0 contre le FC Argeș.

#### Parme Calcio (depuis 2021)
Le 29 janvier 2021, le propriétaire du FCSB, Gigi Becali, annonce que le Parme Calcio a soumis une offre pour le transfert de Man, d'une valeur de 11 millions d'euros plus 2 millions d'euros de compléments; il accepte l'offre le lendemain,. Parme officialise le déménagement le 29, après que Man ait signé un contrat de 4 ans et demi. Malgré certains rapports roumains indiquent que les frais réels sont inférieurs.
Man fait ses débuts le 31 janvier 2021, après être entré en jeu à la 80e minute d'une défaite 2-0 en Serie A contre Naples au Stadio San Paolo. Une blessure met fin à sa saison à Parme avec deux buts en 14 apparitions, le club étant relégué en Serie B.
Man marque son premier but de la saison 2021–22 de Serie B, le 20 août, lors d'un match nul 2–2 en championnat à Frosinone. Le 15 mars 2022, il porte le brassard de capitaine pour la première fois lors d'une victoire 1-0 contre Vicence, palliant l'absence Gianluigi Buffon et Franco Vázquez n'étaient pas disponibles pour le match.

### Carrière en sélection
Avec les moins de 19 ans, il inscrit en août 2016 un but contre la Norvège, lors des éliminatoires du championnat d'Europe des moins de 19 ans.
Avec les espoirs, il inscrit en 2017 deux buts lors des éliminatoires du championnat d'Europe espoirs, contre la Bosnie-Herzégovine et le Portugal.
Il joue son premier match en équipe de Roumanie le 27 mars 2018, en amical contre la Suède, en remplaçant Nicolae Stanciu à la 87e minute de jeu.
Il est retenu dans la liste des 26 joueurs roumains du sélectionneur Edward Iordănescu pour participer à l'Euro 2024.

## Statistiques
Actualisé le 26 février 2024.
| Club         | Saison  | Ligue   | Ligue  | Ligue | Coupe national | Coupe national | Coupe de la ligue | Coupe de la ligue | Europe | Europe | Autres | Autres | Total | Total |
| Club         | Saison  | Ligue   | Matchs | Buts  | Matchs         | Buts           | Matchs            | Buts              | Matchs | Buts   | Matchs | Buts   |       |       |
| ------------ | ------- | ------- | ------ | ----- | -------------- | -------------- | ----------------- | ----------------- | ------ | ------ | ------ | ------ | ----- | ----- |
| UTA Arad     | 2015–16 | Liga II | 29     | 10    | 3              | 1              | —                 | —                 | —      | —      | 2      | 0      | 34    | 11    |
| UTA Arad     | 2016–17 | Liga II | 5      | 5     | 0              | 0              | —                 | —                 | —      | —      | —      | —      | 5     | 5     |
| UTA Arad     | Total   | Total   | 34     | 15    | 3              | 1              | —                 | —                 | —      | —      | 2      | 0      | 39    | 16    |
| FCSB         | 2016–17 | Liga I  | 6      | 1     | 1              | 0              | 2                 | 0                 | 0      | 0      | —      | —      | 9     | 1     |
| FCSB         | 2017–18 | Liga I  | 34     | 10    | 3              | 2              | —                 | —                 | 10     | 0      | —      | —      | 47    | 12    |
| FCSB         | 2018–19 | Liga I  | 33     | 9     | 1              | 0              | —                 | —                 | 5      | 1      | —      | —      | 39    | 10    |
| FCSB         | 2019–20 | Liga I  | 23     | 7     | 5              | 2              | —                 | —                 | 3      | 0      | —      | —      | 31    | 9     |
| FCSB         | 2020–21 | Liga I  | 18     | 14    | 0              | 0              | —                 | —                 | 2      | 3      | —      | —      | 20    | 17    |
| FCSB         | Total   | Total   | 114    | 41    | 10             | 4              | 2                 | 0                 | 20     | 4      | 0      | 0      | 146   | 49    |
| Parma Calcio | 2020–21 | Serie A | 14     | 2     | 0              | 0              | —                 | —                 | —      | —      | —      | —      | 14    | 2     |
| Parma Calcio | 2021–22 | Serie B | 26     | 3     | 1              | 0              | —                 | —                 | —      | —      | —      | —      | 27    | 3     |
| Parma Calcio | 2022–23 | Serie B | 30     | 6     | 2              | 0              | —                 | —                 | —      | —      | 2      | 0      | 34    | 6     |
| Parma Calcio | 2023–24 | Serie B | 21     | 10    | 3              | 2              | —                 | —                 | —      | —      | —      | —      | 23    | 12    |
| Parma Calcio | Total   | Total   | 91     | 21    | 6              | 2              | —                 | —                 | —      | —      | 2      | 0      | 86    | 19    |
| Total        | Total   | Total   | 227    | 73    | 17             | 6              | 2                 | 0                 | 20     | 4      | 4      | 0      | 284   | 88    |

## Palmarès

### En club
- FCSB
  - Vainqueur de la Coupe de Roumanie en 2020.

- Parme Calcio
  - Champion d'Italie de Serie B en 2024.

### Distinction individuelle
- Élu Footballeur roumain de l'année en 2020[18]